# Macondo (Angola)
Macondo – miasto w Angoli, w prowincji Moxico.